# ویلیام کولمایر
ویلیام کولمایر (انگلیسی: William Kuhlemeier; ۱۴ اوت ۱۹۰۸ – ۸ ژوئیهٔ ۲۰۰۱) ژیمناست هنری اهل ایالات متحده آمریکا بود.